# Der Chaos-Cop
Der Chaos-Cop (auch Der Chaos-Cop – Thunder Road oder Der Chaos Cop, Originaltitel Thunder Road) ist eine 2018 erschienene US-amerikanische Tragikomödie. Hauptdarsteller Jim Cummings schrieb das Drehbuch und führte auch Regie. 2018 gewann der Film den „Grand Jury Award“ auf dem SXSW Film Festival. Der Film basiert auf dem 2016 erschienenen Kurzfilm mit dem gleichen englischen Namen, der 2016 den großen Preis der Jury beim Sundance Film Festival in der Kategorie Kurzfilm erhielt. Die Produktion wurde durch eine Crowdfunding-Kampagne bei Kickstarter.com vorfinanziert.

## Handlung
Der Film begleitet den Polizisten Jim Arnaud, der nach seiner Scheidung und dem Tod seiner Mutter einen psychologischen Zusammenbruch erleidet und versucht die Beziehung zu seiner Tochter zu retten.

## Produktion
Am 11. September 2017 ging die Kampagne bei Kickstarter online. Bereits nach sieben Stunden war das Ziel von 10.000 $ erreicht. Insgesamt wurden 36.829 $ von 248 Unterstützern gesammelt. Der Kurzfilm, ein sogenannter One-Shot, also ein Film mit nur einer Einstellung, aus dem Jahr 2016 wurde als Anfangsszene genutzt. Auch im Spielfilm wurden wiederholt lange Einstellungen genutzt.
Der Film wurde 2020 von Koch Media direkt auf Blu-ray und DVD veröffentlicht. Der Film kam nicht in die deutschen Kinos und war lediglich auf Filmfestivals zu sehen gewesen. Die Synchronisation erfolgte durch die Boom Company GmbH. Cummings Rolle wurde dabei von René Dawn-Claude gesprochen.

## Kritik
Der Film erhielt überwiegend positive Kritiken. Laut Rotten Tomatoes bewerteten 98 % der 54 ausgewerteten Kritiken, bei einer durchschnittlichen Wertung von 7,9/10, den Film positiv. Thunder Road erhielt, bei einer Durchschnittswertung von 4,7/5, von 96 % der Benutzern eine positive Bewertung. Auf IMDb steht der Film bei einem Rating von 7,1/10 bei 5794 abgegebenen Bewertungen. David Fear bezeichnete den Film im Rolling Stone als „… a raw nerve of a movie, uncomfortable and tender and beautifully empathetic to its a-hole protagonist.“ („ein Film wie ein bloß liegender Nerv: unangenehm und zart und wunderbar emphatisch gegenüber dem A-Loch-Protagonisten.“).
Die deutsche Filmkritikerin Antje Wessels bewertete den Film nach der deutschen Veröffentlichung 2020 auf ihrer Website erneut positiv, kritisierte aber scharf den deutschen Titel des Films, der ihrer Meinung nach „nicht bloß an wüstes Adam-Sandler-Kino […] erinnert, sondern den Kern der Geschichte obendrein überhaupt nicht erfasst“.

## Auszeichnungen (Auswahl)
South by South West 2018
- Preis der Grand Jury für den besten Spielfilm

Independent Spirit Awards 2019
- Nominiert für den John Cassavetes Award[9]